# Kanton La Chèze
Der Kanton La Chèze war bis 2015 ein französischer Wahlkreis im Arrondissement Saint-Brieuc, im Département Côtes-d’Armor und in der Region Bretagne; sein Hauptort war La Chèze. Vertreter im Generalrat des Départements war von 2011 bis 2015 Daniel Thomas (DVD).

## Gemeinden
| Gemeinde                       | Bretonisch            | Einwohner (2022) | Fläche (km²) | Code postal | Code Insee |
| ------------------------------ | --------------------- | ---------------- | ------------ | ----------- | ---------- |
| Le Cambout                     | Ar C’hembod           | 408              | 18.02        | 22210       | 22027      |
| La Chèze                       | Kez                   | 572              | 2.53         | 22210       | 22039      |
| Coëtlogon                      | Koedlogon             | 225              | 16.35        | 22210       | 22043      |
| La Ferrière                    | Kerhouarn             | 458              | 15.64        | 22210       | 22058      |
| Plémet                         | Plezeved              | 3212             | 41.00        | 22210       | 22183      |
| Plumieux                       | Pluvaeg               | 1.654            | 38.92        | 22210       | 22241      |
| La Prénessaye                  | Perenezeg             | 870              | 16.97        | 22210       | 22255      |
| Saint-Barnabé                  | Sant-Barnev           | 1.219            | 22.75        | 22600       | 22275      |
| Saint-Étienne-du-Gué-de-l’Isle | Sant-Stefan-ar-Rodouz | 372              | 14.91        | 22110       | 22288      |
| Kanton                         | Kez                   | 8.438            | 187.09       | -           | 2208       |

## Bevölkerungsentwicklung
| 1962 | 1968 | 1975 | 1982 | 1990 | 1999 | 2006 | 2012 |
| ---- | ---- | ---- | ---- | ---- | ---- | ---- | ---- |
| 9257 | 8768 | 8505 | 8707 | 8856 | 8380 | 8330 | 8438 |